# Heinrich Dehio
Heinrich Erhard Friedrich Dehio (ur. 18 lutego 1861 w Wesenbergu, zm. 25 lutego 1928 w Colditz) – niemiecki lekarz psychiatra.
Syn aptekarza Nicolaia Dehio i Idy z domu Abel. Studiował medycynę na Uniwersytecie w Dorpacie od 1880 do 1886. Od 1884 asystent w klinice psychiatrycznej u Hermanna Emminghausa, a potem Emila Kraepelina. Od 1890 do 1893 asystent w miejskim zakładzie psychiatrycznym Rothenberg pod Rygą. W 1893/94 u Kraepelina w Heidelbergu, w 1894 został trzecim lekarzem w zakładzie psychiatrycznym w Lauenburgu, od 1899 do 1901 w zakładzie psychiatrycznym w Bernburg (Saale). Od 1901 ordynator nowo otwartego zakładu psychiatrycznego pod Lipskiem. W 1913 został dyrektorem zakładu w Colditz, w 1916 objął dyrekcję zakładu w Zschadraß. W 1924 przeszedł na emeryturę.
26 czerwca 1896 ożenił się z Marie Bielitz.

## Wybrane prace
- Untersuchungen über den Einfluss des Coffeïns und Thees auf die Dauer einfacher psychischer Vorgänge. Dorpat: H. Laakmann, 1887
- Erfahrungen über einige neuere Schlafmittel (1890)
- Ueber einige pathologische Schlafzustände (1893)